# Тридесет и седма армия
Тридесет и седма армия (на руски: 37-я армия) е общовойскова армия на Съветския съюз, действала с няколко прекъсвания по време на Втората световна война.
Участва в бойни действия при Киев, в южните части на Русия и Украйна и в Молдова. През 1944 – 1947 г. е основното съветско окупационно формирование в България.

## История

### Първо формирование (август – септември 1941)
37 армия е сформирана на 10 август 1941 година по време на германското настъпление в Украйна (Операция Барбароса) на основата на Киевския укрепен район. В нея са включени още 147, 171, 1751 206, 284 и 295 стрелкови дивизии, както и няколко по-малки подразделения. Армията е подчинена на Югозападния фронт и по време на Киевската операция (7 юли – 26 септември 1941) заема участъка между Святилное и Жеребятин при отбраната на украинската столица. Заедно с други съветски части е изтласкана от града и попада в обкръжение, като само отделни групи успяват да се съединят с основните съветски сили. Официално е разформирована на 25 септември 1941 година.

### Второ формирование (ноември 1941 – юли 1943)
На 15 ноември 1941 година е образувана нова 37 армия (второ формиране), която става част от Южния фронт и включва 51, 96, 99, 216, 253 и 295 стрелкови дивизии и няколко други подразделения. По време на Ростовската операция (17 ноември – 2 декември 1941) тя действа срещу фланга на германската 1 танкова армия и допринася за превземането на Ростов на Дон, достигайки река Миус при Куйбишево и Берестов.
През юли 1942 година 37 армия е прехвърлена в състава на Севернокавказкия фронт, а през август – на Задкавказкия фронт, като през този период участва в Кавказката операция. През януари 1943 година, по време на германското отстъпление в Северен Кавказ, завзема градовете Кисловодск, Пятигорск (заедно с 9 армия), Есентуки, Черкеск. В края на месеца отново става част от Севернокавказкия фронт. През юли подразделенията на 37 армия са прехвърлени в 9 армия и 56 армия, а командването ѝ е преведено в резерв.

### Трето формирование (септември 1943 – 1947)

#### Украйна, Молдова и Румъния (септември 1943 – август 1944)
На 7 септември 1943 година 37 армия е отново окомплектована, като част от Степния фронт (от октомври същата година: Втори украински фронт), включваща 57 и 82 стрелкови корпус, 53 стрелкова дивизия и други по-малки подразделения. В края а същия месец форсира река Днепър и заема плацдарм на десния ѝ бряг в района на Колеберд и Мишурин Рог. През януари 1944 година е прехвърлена към Трети украински фронт. През пролетта участва в настъплението в Югозападна Украйна и Молдова и в превземането на градовете Кривой Рог (заедно с 46 армия), Вознесенск, Тираспол. През август участва в Яшко-Кишиневската операция.

#### Окупация на България (септември 1944 – 1947)
На 5 септември 1944 година Съветският съюз обявява война на България, но правителството на Константин Муравиев нарежда на армията да не оказва съпротива на навлизащите в страната части на Трети украински фронт. През следващите дни те окупират цялата територия на България, като 37 армия е разположена в Югоизточна България (районът на Бургас, Ямбол, Казанлък).
През декември 37 армия е преименувана на 37 отделна армия и остава основната съветска част на територията на България, като е отделена от Трети украински фронт, който продължава настъплението си в Югославия и Унгария. За командващ на армията е назначен генерал-полковник Сергей Бирюзов, който в същото време ръководи Съюзническата контролна комисия в България и е главен военен съветник на образуваното след Деветосептемврийския преврат просъветско правителство.
През 1946 година 37 отделна армия е преобразувана в 10 специална механизирана армия, а след края на съветската окупация на България през 1947 година е разформирована.

## Командващи
| # | звание            | име                 | дати                        |
| - | ----------------- | ------------------- | --------------------------- |
| 1 | генерал-майор     | Андрей Власов       | август-септември 1941       |
| 2 | генерал-майор     | Антон Лопатин       | октомври 1941 – юни 1942    |
| 3 | генерал-майор     | Пьотър Козлов       | юни 1942 – май 1943         |
| 4 | генерал-лейтенант | Константин Коротеев | май-юли 1943                |
| 5 | генерал-майор     | Филатов             | юли-август 1943             |
| 6 | генерал-майор     | Александър Рижов    | август 1943                 |
| 7 | генерал-лейтенант | Михаил Шарохин      | август 1943 – октомври 1944 |
| 8 | генерал-полковник | Сергей Бирюзов      | октомври 1944 – 1946        |

Званията са към датата на заемане на длъжността.